# SN 2003dz
SN 2003dz – supernowa odkryta 4 kwietnia 2003 roku w galaktyce A123639+6207. W momencie odkrycia miała maksymalną jasność 25,10m.